# Philip Astley
Philip Astley (8 de janeiro de 1742, Newcastle-under-Lyme - 27 de janeiro de 1814 (72 anos), Paris) é considerado o "pai do circo moderno".
Inglês de nascimento, inventou o show do circo como entretenimento ao apresentar, num mesmo lugar, animais domesticados, acrobatas e palhaços e com espetáculos variados e público pagante, tudo isso em um lugar especifico, no Astley´s Circus, localizado na cidade de Londres. Isso ocorreu em 9 de janeiro de 1768.